# NGC 336
NGC 336 là một thiên hà xoắn ốc trong chòm sao Kình Ngư. Nó được phát hiện vào ngày 31 tháng 10 năm 1885 bởi Francis Leavenworth. Nó được Dreyer mô tả là "rất mờ, nhỏ, tròn, đột nhiên sáng hơn ở giữa". Nó còn được gọi là PGC 3470. Mặc dù vậy, đôi khi nó được xác định nhầm là PGC 3526.